# Elvillar
Elvillar (castelhano) / Bilar (basco) é um município da Espanha na província de Álava, comunidade autónoma do País Basco, de área 17,50 km² com população de 356 habitantes (2007) e densidade populacional de 21,27 hab/km².

## Demografia
| Variação demográfica do município entre 1991 e 2004 | Variação demográfica do município entre 1991 e 2004 | Variação demográfica do município entre 1991 e 2004 | Variação demográfica do município entre 1991 e 2004 |
| --------------------------------------------------- | --------------------------------------------------- | --------------------------------------------------- | --------------------------------------------------- |
| 1991                                                | 1996                                                | 2001                                                | 2004                                                |
| 361                                                 | 348                                                 | 367                                                 | 373                                                 |